# Albacar
|  | Per a altres significats, vegeu «pati». |

Un albacar és un tipus de fortificació pròpia de la baixa edat mitjana, consistent en un recinte emmurallat, no habilitat per a residència habitual i usat com a refugi pels habitants d'un nucli de població o territori immediat, en els casos en què aquest es troba amenaçat per un enemic. És usual que aquestes fortificacions estiguin associades a una torre òptica, com per exemple el Castillejo de Zumel o la Penyes de Castro.
Una accepció més àmpla, més estesa també en el llenguatge ordinari, està én la denominació d'albacar a qualsevol recinte emmurallat a la part exterior d'una fortalesa, associant el seu ús a la llar de cadells de bestiar. Per altra banda, la Gran Enciclopèdia Catalana, un albacar és un "recinte murat o torrassa que hi havia a l'exterior de certes fortificacions a l'edat mitjana".
Es tracta d'un tipus de construcció pròpia de les zones interiors d'Al-Àndalus, especialment de les hortes i valls regables de les actuals Andalusia i  Múrcia, on abunden més que a Castella. Hi ha alguns exemples, també, a Aragó, anomenats per alguns autors com a castell-refugi.